# اوپک
سازمان کشورهای صادرکننده نفت (به انگلیسی: Organization of the Petroleum Exporting Countries) با سرواژه اُپِک (OPEC) یا (به فرانسوی: Organisation des pays exportateurs de pétrole) سرواژه اُپِپ (OPEP)، یک کارتل بین‌المللی نفتی است که با گردهمایی کشورهای پادشاهی پهلوی ایران، جمهوری بعثی عراق، پادشاهی کویت، پادشاهی متحده ونزوئلا، پادشاهی عربستان سعودی پدید آمده‌است. ستاد بین‌المللی اوپک در آغاز بنیان‌گذاری در سال ۱۳۳۹ در ژنو سوئیس بود و در سال ۱۳۴۴ (خورشیدی) به شهر وین اتریش جابجا شد.

## تاریخچه

### آغاز
در سال پایانی دهه‌ی ۱۳۳۰ بهای نفت دو بار کاهش یافت ،  کشورهای نفتی برنامه‌ی توسعه‌ی اجتماعی و اقتصادی در دست داشتند و مشکلات پیش میام. اتحادیه‌ی عرب در اندیشه‌ی ایجاد سازمانی برای حفظ منافع کشورهای عربی بود. پرز آلفونسو، وزیر نفت ونزوئلا، به این نتیجه رسیده بود که کشورهای صادرکننده‌ی نفت نیاز به یک حرکت جمعی دارند چون شرکتهای نفتیْ هماهنگ عمل می‌کردند. اتحادیه‌ی عرب کنگره‌ی نفت قاهره را تشکیل داد از ایران منوچهر فرمانفرمائیان، مدیر شرکت ملی نفت ایران، در این جلسه شرکت داشت.
ونزوئلا در سال ۱۹۴۹ با نزدیک شدن به ایران، عراق، کویت، و عربستان سعودی، پیشنهاد تبادل نظر برای برقراری روابط نزدیک‌تر و همیشگی را در راستای بنیان‌گذاری سازمان کشورهای صادرکننده نفت (اوپک) گام برداشت. در سپتامبر ۱۹۶۰ دولت تازه تاسیس عراق که پس از کودتای قاسم سر کار آمده بود کشورهای ایران، کویت، عربستان سعودی، و ونزوئلا را به نشستی در بغداد دعوت کرد تا در مورد کاهش قیمت مواد خام تولید شده توسط کشورهای متبوع خود به مذاکره بپردازند. ایران دکتر فواد روحانی نفر دوم شرکت نفت را به این سمینار فرستاد. این کشورها با آرمان محافظت از منافع خود اقدام به بنیان‌گذاری سازمان واحدی موافقت کردند که به اختصار «اوپک» نامیده شد. این سازمان در راستای دفاع شرکت‌های بزرگ نفتی مشهور به «هفت خواهر» پدید آمد که به دلیل در اختیار داشتن فناوری تولید نفت و تسلط بر شبکه ترابری نفت خام، از افزایش قیمت نفت جلوگیری می‌کردند و ارزش آن را به صورت مصنوعی در بازار پایین نگه می‌داشتند.
بنیان‌گذاری اوپک، جان تازه‌ای به همگرایی کشورهای جهان سوم و ایجاد قدرت چانه‌زنی در برابر کشورهای ثروتمند داد؛ زیرا در آن هنگام، بیشتر کشورهای جهان سوم، چیزی جز مواد خام برای صادرات نداشتند.
فؤاد روحانی از ایران نخستین دبیرکل اوپک بود. روحانی به مدت سه سال این سمت را بر عهده داشت.
اوپک در دهه نخست عمر خویش تلاش در تداوم بقا و در دهه دوم تلاش در تأثیرگذاری بر بازار نفت و اعاده حقوق کشورهای تولیدکننده داشت.

### امروز
در دهه‌های اخیر شمار کشورهای صادرکننده نفت که خارج از این سازمان قرار گرفته‌اند رو به افزایش بوده و اوپک مجبور است که برای حفظ بهای نفت خام با آن‌ها که در صدرشان روسیه قرار گرفته‌است کنار آید. با این وجود، دولت‌های عضو اوپک که سران برخی از آن‌ها وابستگی‌های خارجی دارند با سایر اعضای این سازمان هماهنگی کامل ندارند.
اکنون اوپک با افزایش وحدت نظر اعضایش، توانسته‌است تأثیرات مثبتی در جهت جلوگیری از سقوط ناگهانی و نیز افزایش انفجاری قیمت نفت داشته باشد.

## آرمان
آرمان اصلی این سازمان، آنچنان که در اساسنامه بیان شده، به این شرح است: «هماهنگی و یکپارچه‌سازی سیاست‌های نفت کشورهای عضو و تعیین بهترین راه برای تأمین منافع جمعی یا فردی آنها، طراحی شیوه‌هایی برای تضمین ثبات قیمت نفت در بازار نفت بین‌المللی به منظور از بین بردن نوسانات مضر و غیر ضروری؛ عنایت و توجه ویژه به کشورهای تولیدکننده نفت و توجه خاص به ضرورت فراهم کردن درآمد ثابت برای کشورهای تولیدکننده نفت؛ تأمین نفت کشورهای مصرف‌کننده به صورت کارآمد، مقرون به صرفه و همیشگی؛ و بازده مناسب و منصفانه برای آنهایی که در صنعت نفت سرمایه‌گذاری می‌کنند..»

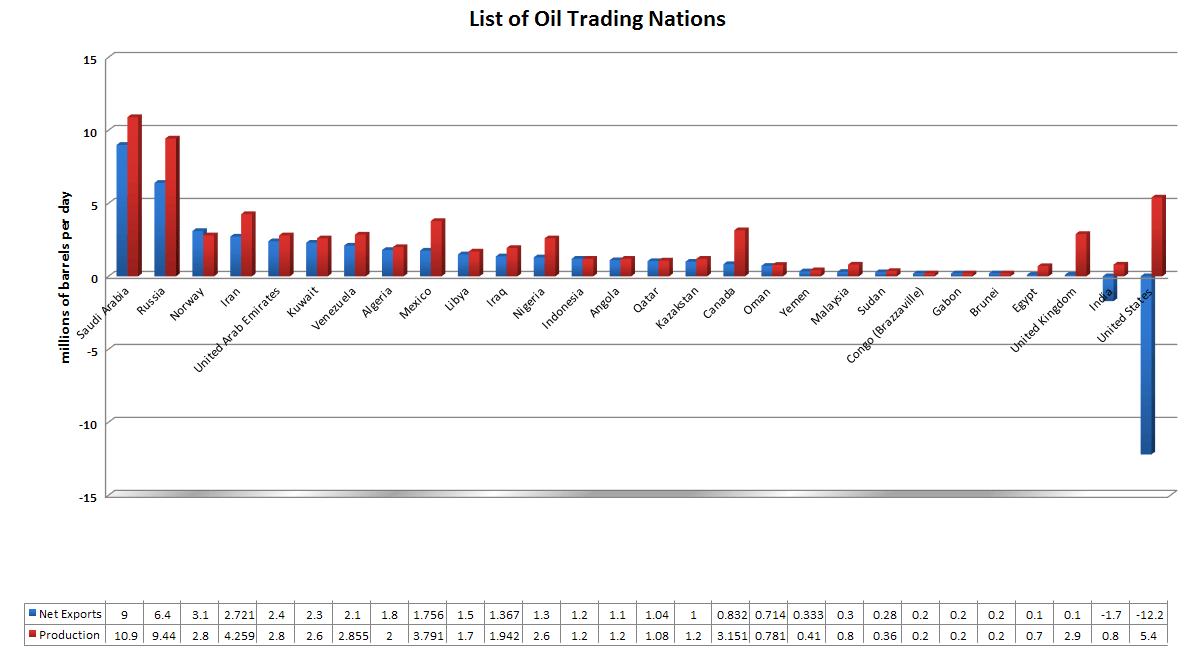
نمودار کشورهای فعال در تجارت نفت

## اعضا
هم‌اکنون سیزده کشور، عضو این سازمان هستند. نام و تاریخ عضویت این کشورها عبارت است از
- ایران (سپتامبر ۱۹۶۰)
- عراق (سپتامبر ۱۹۶۰)
- عربستان سعودی (سپتامبر ۱۹۶۰)
- کویت (سپتامبر ۱۹۶۰)
- ونزوئلا (سپتامبر ۱۹۶۰)
- لیبی (دسامبر ۱۹۶۲)
- امارات متحده عربی (نوامبر ۱۹۶۷)
- الجزایر (ژوئیه ۱۹۶۹)
- نیجریه (ژوئیه ۱۹۷۱)
- گابن (۱۹۷۵)
- آنگولا (سپتامبر ۲۰۰۶)
- گینه (۲۰۱۷)
- جمهوری کنگو (۲۰۱۸)

اعضای پیشین
- اکوادور (عضویت کامل از سال ۱۹۷۳ تا ۱۹۹۲ و سپس ۲۰۰۷ تا ۲۰۲۰)
- اندونزی (عضویت کامل از دسامبر ۱۹۶۲ تا ۲۰۰۹ و سپس ژانویه ۲۰۱۶ تا سپتامبر ۲۰۱۶)
- قطر (عضویت کامل از ۱۹۶۱ تا ژانویه ۲۰۱۹)

این سازمان در سال‌های بعد گسترش یافت و قطر، (۱۹۶۱)، اندونزی (۱۹۶۲)، لیبی (۱۹۶۲)، امارات متحده عربی (۱۹۶۷)، الجزایر (۱۹۶۹) ، نیجریه (۱۹۷۱)، اکوادور (۱۹۷۳)، گابن (۱۹۷۵)، آنگولا (۲۰۰۷)، گینه استوایی (۲۰۱۷) و جمهوری کنگو (۲۰۱۸)به جمع کشورهای اولیه اوپک پیوستند.
اگر چه عراق همچنان یکی از اعضای اوپک محسوب می‌شود، اما تولیدات نفتی این کشور از مارس ۱۹۹۸جزء سهام مورد توافق اوپک قرار نداشته‌است. تخمین و برآورد اداره اطلاعات انرژی آمریکا بیانگر آن است که یازده عضو کنون اوپک تولیدکننده نزدیک به ۴۰٪ از نفت جهان هستند و نزدیک به دو سوم (۶۵٪) ذخایر نفتی شناخته شده جهان در اختیار آن‌هاست.
زبان رسمی اوپک انگلیسی است، هرچند که زبان رسمی بیشتر کشورهای عضو این سازمان عربی است و انگلیسی تنها در نیجریه زبان رسمی شمرده می‌شود. هفت عضو فعلی اوپک از میان کشورهای عرب هستند، زبان رسمی اکوادور و ونزوئلا اسپانیایی است، زبان رسمی آنگولا پرتغالی و زبان رسمی ایران فارسی است.
حق عضویت در اوپک سالانه ۵ میلیون دلار آمریکا است و تنها، کشورهای صادرکننده نفت می‌توانند عضو این سازمان باشند.

## اقتصاد نفت
کشورهای عضو اوپک قریب به دوسوم ذخایر نفتی جهان را در اختیار دارند. در سال ۲۰۰۵ اوپک ۴۱٫۷٪ نفت جهان را تولید کرده در حالی است که کشورهای عضو سازمان همکاری اقتصادی و توسعه تنها ۲۳٫۸٪ و اتحاد جماهیر شوروی سوسیالیستی ۱۴٫۸٪ از تولیدات نفت جهان را به خود اختصاص داده‌اند.
از آنجا که فروش نفت در جهان بر مبنای دلار آمریکا سنجیده می‌شود، تغییر ارزش دلار در برابر دیگر ارزهای رایج جهان بر تصمیم‌ها اوپک در خصوص میزان تولید نفت تأثیر می‌گذارد. برای نمونه، وقتی دلار در مقایسه با دیگر ارزهای رایج افت نسبی دارد، عایدات حاصل از نفت کشورهای عضو اوپک در برابر ارزهای دیگر کاهش می‌یابد و در نتیجه توان خرید آن‌ها تا اندازه معتنابهی کاهش می‌یابد؛ چرا که آن‌ها کماکان نفت خود را به دلار می‌فروشند. پس از عرضه شدن یورو، عراق اعلام کرد که می‌خواهد در ازای نفتی که می‌فروشد به جایی دلار آمریکا، یورو دریافت کند که باعث شد اوپک به فکر بازنگری در ارز فروش نفت و جایگزینی یورو به جای دلار افتد. برخی بر این باورند که این تصمیم عراق علت اصلی بروز جنگ عراق و جنگ احتمالی ایران در آینده بوده‌است. اگر اوپک ارز دریافتی در ازای فروش نفت را به یورو تغییر می‌داد، خسارات شدیدی به اقتصاد آمریکا وارد می‌شد.
تصمیم‌های اوپک تأثیر بسیار زیادی بر قیمت نفت در جهان دارد. برای نمونه، در زمان بحران نفتی سال ۱۹۷۳ اوپک از ارسال نفت به آن دسته از کشورهای غربی که در جنگ یوم کیپور یا «جنگ اکتبر»، از اسرائیل پشتیبانی می‌کردند خودداری کرد. در آن جنگ، کشورهای غربی به پشتیبانی از اسرائیل با مصر و سوریه وارد جنگ شدند. خودداری اوپک از ارسال نفت به کشورهای غربی باعث شد قیمت نفت در بازارهای جهانی ۴ برابر افزایش بیابد. این رشد قیمت که به مدت ۵ ماه ادامه داشت، در ۱۷ اکتبر ۱۹۷۳ آغاز شد و در ۱۸ مارس ۱۹۷۴ به پایان رسید. پس از آن کشورهای عضو اوپک در ۷ ژانویه ۱۹۷۵ با هم موافقت کردند و قیمت نفت خام را ۱۰٪ افزایش دادند. در آن زمان، کشورهای عضو اوپک، از جمله آن کشورهایی که از قبل صنعت نفت خود را ملی کرده بودند، به اتفاق خواستار برقراری نظم نوین اقتصاد جهان با ائتلاف کشورهای اصلی تولیدکننده نفت شدند. آن کشورها که موفق شدند نخستین اجلاس اوپک را در الجزیره ترتیب دهند، خواهان قیمت ثابت و عادلانه برای کالا، یک برنامه بین‌المللی غذا و کشاورزی، انتقال فناوری از شمال به جنوب و دموکراتیک کردن نظام اقتصادی بودند.

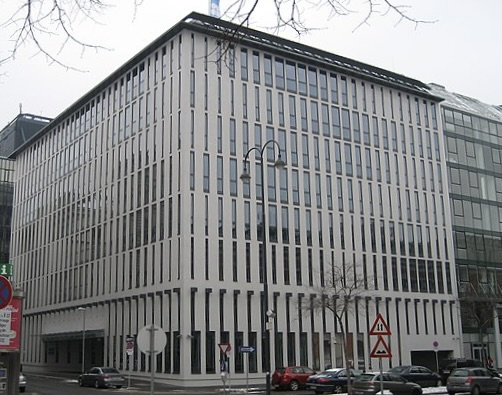
ستاد اوپک در وین اتریش

این سیاست مفید و کارگر شد و قیمت نفت خام را تا اندازه‌ای بالا برد که پیش از آن تنها یک‌بار قیمت محصولات پالایش شده به آن اندازه بالا رسیده بود. با وجود این، توانایی اوپک برای بالا بردن قیمت نفت محدودیت‌هایی نیز دارد. افزایش قیمت نفت باعث کاهش مصرف می‌شود و در نتیجه درآمد خالص سازمان کاهش می‌یابد. علاوه بر آن، افزایش بی‌اندازه قیمت نفت می‌تواند زمینه‌ساز تلاش برای تغییر نظام‌مند در رفتار کشورها، مانند استفاده از انرژی جایگزین یا بقای انرژی بیش‌ازپیش شود.
صدام حسین رئیس‌جمهور عراق از افزایش قیمت نفت اوپک پشتیبانی کرد. افزایش قیمت نفت به عراق و دیگر کشورهای عضو اوپک کمک کرد سود بدهی‌های خود را بپردازند. بالا رفتن قیمت نفت منجر به بروز جنگ خلیج فارس در سال‌های ۱۹۹۰ و ۱۹۹۱ شد. اما جدایی و دودستگی بین کشورهای عضو اوپک با جنگ ایران و عراق رقم خورد و حمله عراق به کویت باعث شد همبستگی بین آن کشورها به کمترین اندازه خود برسد. هراس و اضطراب قطع عرضه و تأمین نفت که از این درگیری‌ها ناشی شده بود، برطرف شد و قیمت نفت به شدت رو به کاهش نهاد.
پس از آنکه قیمت نفت تا ۱۰ دلار برای هر بشکه کاهش یافت، در سال ۱۹۸۸ یک سیاست مشترک و دسته جمعی با آرمان رساندن تولیدات نفتی به وضعیت پیشین آغاز شد که عده‌ای آغاز این سیاست را به هوگو چاوز، رئیس‌جمهور ونزوئلا نسبت می‌دهند. ونزوئلا در سال ۲۰۰۰ میزبان نخستین اجلاس سران کشورهای عضو اوپک در ۲۵ سال اخیر بود. در اوت ۲۰۰۴ اوپک اعلام کرد که اعضای این سازمان ظرفیت عرضه مازاد را ندارند. این اعلام به معنای آن بود که کارتل دیگر نفوذ و تأثیری بر قیمت نفت خام در بازارهای جهانی ندارد. اندونزی که تبدیل به یکی از واردکنندگان اصلی نفت شده‌است و دیگر قادر به تأمین سهمیه رسمی و تعیین شده خود نیست، به بازنگری در مورد تدوام عضویت خود در این سازمان مشغول است.
در حالی که تاکنون طرفداران حفظ سطح تولید اوپک در درون این سازمان نزدیک به اکثریت بودند اما برخی از اعضای این سازمان از افزایش سطح تولید پشتیبانی کردند. اکثریت اعضای اوپک با رد فشارهای فزاینده کشورهای غربی هر گونه افزایش تولید اوپک در حال حاضر را به صلاح ندانسته و خواهان حفظ تولید اوپک در سطح کنونی شده‌اند. ونزوئلا، الجزایر و لیبی با هر گونه افزایش تولید مخالفت کردند، اما عربستان سعودی خواهان افزایش تولید اوپک به میزان ۵۰۰ هزار بشکه در روز شد.
در سال ۲۰۰۷ اوپک اعلام کرد که از روز ۱٫۱۱٫۲۰۰۷ تولید خود را به میزان ۵۰۰ هزار بشکه در روز افزایش خواهد داد. افزایش تولید نفت به دلیل مقابله با اثرات منفی قیمت ۷۷ دلاری نفت بر اقتصاد جهانی و کاهش ذخایر جهانی نفت انجام شد شد و این ۵۰۰ هزار بشکه بر تولید واقعی کشورهای عضو اضافه شد. به این ترتیب تولید واقعی ده کشور غیر از عراق و آنگولا از روز ۱٫۱۱٫۲۰۰۷ به ۲/۲۷ میلیون بشکه در روز رسید. ولی علی‌رغم اعلام افزایش تولید اوپک بهای یک بشکه نفت خام برای نخستین‌بار از مرز ۸۱ دلار عبور کرد. هم‌زمان با نشست شورای امنیت (گروه ۵+۱) برای بررسی وضعیت ایران، قیمت نفت در بازارهای آمریکا با افزایش دو و نیم درصدی به نزدیک ۸۴ دلار در هر بشکه رسید. در آستانه فصل سرما، بهای نفت در بازارهای جهانی به رکورد کم‌سابقه ۹۳ دلار برای هر بشکه رسید و این در حالی است که قیمت این ماده خام در بازارهای خاور دور به بالای ۹۳ دلار رسید. بازارهای جهانی خود را برای افزایش بهای نفت به میزان صد دلار در هر بشکه آماده کردند. در آخرین روز سال ۲۰۰۷ میلادی قیمت هر بشکه نفت به بالای ۹۶ دلار آمریکا رسید، درحالی‌که در آغاز سال ۲۰۰۷ میلادی قیمت هر بشکه نفت در نزدیک ۶۰ دلار آمریکا بود.
به این ترتیب قیمت نفت در سال ۲۰۰۷ با افزایشی ۵۸ درصدی، بیشترین افزایش قیمت را در یک دهه گذشته داشته‌است. تنش‌های موجود در خاورمیانه، کاهش قدرت دلار آمریکا و کمبود گنجایش ظرفیت کاری پالایشگاه‌ها از عوامل مؤثر در این افزایش قیمت بوده‌است. افزایش قیمت نفت بر قدرت خرید مصرف‌کنندگان در بسیاری از کشورها تأثیر محسوسی داشته. قیمت محصولات نفتی با افزایش نسبتاً چشمگیری در سال ۲۰۰۸ میلادی مواجه شد. قیمت نفت در اوایل تابستان ۲۰۰۸ به رقم بی‌سابقه ۱۴۸ دلار رسید اما در اوج گرمای تابستان ۲۰۰۸ با آشکار شدن بحران مالی ۲۰۰۷-۲۰۰۹ در اقتصاد جهانی، قیمت نفت روند نزولی گرفت و به زیر ۴۰ دلار در هر بشکه سقوط کرد.
قیمت محصولات نفتی با افزایش نسبتاً چشمگیری در سال ۲۰۱۰ میلادی مواجه شد. قیمت نفت در اوایل سال ۲۰۱۱ دوباره به رقم ۱۲۰ دلار رسید.

## میزان تولید
در این بخش میزان تولید نفت خام هریک از کشورهای تولیدکننده نفت عضو اوپک از ابتدای سده ۲۱ (میلادی) ارائه می‌شود. (واحد ارقام ۱۰۰۰ بشکه در روز است)
| نام کشور/سال (میلادی) | ۲۰۰۰  | ۲۰۰۱   | ۲۰۰۲   | ۲۰۰۳   | ۲۰۰۴   | ۲۰۰۵   | ۲۰۰۶   | ۲۰۰۷   | ۲۰۰۸   | ۲۰۰۹   | ۲۰۱۰   |  |
| --------------------- | ----- | ------ | ------ | ------ | ------ | ------ | ------ | ------ | ------ | ------ | ------ |  |
| عربستان سعودی         | ۸٫۲۶۶ | ۷٫۹۳۳  | ۷٫۵۳۵  | ۸٫۷۰۹  | ۸٫۹۵۷  | ۹٫۳۹۰  | ۹٫۱۱۲  | ۸٫۶۵۴  | ۹٫۱۱۳  | ۸٫۰۵۵  |        |  |
| ایران                 | ۳٫۶۶۷ | ۳٫۶۷۲  | ۳٫۴۱۶  | ۳٫۷۵۱  | ۳٫۹۲۰  | ۳٫۹۲۴  | ۳٫۸۴۵  | ۳٫۸۵۵  | ۳٫۸۹۲  | ۳٫۷۲۶  |        |  |
| ونزوئلا               | ۲٫۹۴۹ | ۲٫۸۹۱  | ۲٫۶۱۷  | ۲٫۳۱۲  | ۲٫۵۸۲  | ۲٫۶۲۹  | ۲٫۵۳۹  | ۲٫۴۳۸  | ۲٫۴۸۷  | ۲٫۳۱۱  |        |  |
| عراق                  | ۲٫۵۵۰ | ۲٫۳۷۶  | ۲٫۰۰۰  | ۱٫۳۲۱  | ۲٫۰۱۵  | ۱٫۸۳۰  | ۱٫۹۳۲  | ۲٫۰۸۹  | ۲٫۳۴۱  | ۲٫۴۲۵  |        |  |
| امارات متحده عربی     | ۲٫۲۴۸ | ۲٫۱۵۱  | ۱٫۹۸۸  | ۲٫۲۴۳  | ۲٫۳۶۰  | ۲٫۴۴۷  | ۲٫۵۴۰  | ۲٫۵۰۴  | ۲٫۵۵۷  | ۲٫۲۵۶  |        |  |
| کویت                  | ۲٫۰۸۷ | ۲٫۰۲۱  | ۱٫۸۸۵  | ۲٫۱۷۲  | ۲٫۳۴۴  | ۲٫۵۰۴  | ۲٫۵۲۰  | ۲٫۴۶۴  | ۲٫۵۵۴  | ۲٫۲۶۳  |        |  |
| نیجریه                | ۲٫۰۳۳ | ۲٫۰۹۸  | ۱٫۹۶۹  | ۲٫۱۳۱  | ۲٫۳۵۲  | ۲٫۴۱۳  | ۲٫۲۳۵  | ۲٫۱۲۵  | ۱٫۹۴۷  | ۱٫۸۱۱  |        |  |
| لیبی                  | ۱٫۴۰۵ | ۱٫۳۶۱  | ۱٫۳۱۴  | ۱٫۴۲۲  | ۱٫۵۳۷  | ۱٫۶۴۲  | ۱٫۷۰۲  | ۱٫۷۱۰  | ۱٫۷۱۸  | ۱٫۵۵۷  |        |  |
| الجزایر               | ۸۰۷   | ۸۲۷    | ۸۶۴    | ۱٫۱۳۴  | ۱٫۲۲۸  | ۱٫۳۴۹  | ۱٫۳۶۴  | ۱٫۳۵۸  | ۱٫۳۸۱  | ۱٫۲۷۲  |        |  |
| آنگولا                |       |        |        |        | ۱٫۰۱۹  | ۱٫۲۴۱  | ۱٫۳۸۵  | ۱٫۶۶۰  | ۱٫۸۷۱  | ۱٫۷۸۶  |        |  |
| قطر                   | ۶۹۷   | ۶۸۵    | ۶۴۹    | ۷۴۸    | ۷۷۷    | ۷۹۵    | ۸۲۱    | ۸۰۷    | ۸۴۰    | ۷۷۶    |        |  |
| اکوادور               |       |        |        |        | ۵۲۷    | ۵۳۲    | ۵۳۶    | ۵۰۷    | ۵۰۳    | ۴۷۶    |        |  |
| مجموع                 |       | ۲۷٫۹۸۸ | ۲۷٫۲۳۴ | ۲۵٫۳۵۵ | ۲۶٫۹۷۱ | ۲۹٫۰۴۰ | ۲۹٫۸۶۴ | ۳۰٫۵۳۲ | ۳۰٫۱۷۱ | ۳۱٫۲۰۵ | ۲۸٫۷۱۴ |  |

## اوپک پلاس
با افزایش تولید و صادرات نفت در دیگر کشورهای جهان، قدرت اوپک در جهان، کاهش یافت. دسامبر ۲۰۱۶ در نشست الجزایر و پس از دو سال سقوط قیمت نفت در بازارهای جهانی، سازمان کشورهای صادرکننده نفت با ۱۰ کشور دیگر تولیدکننده غیر عضو اوپک (روسیه، مکزیک، جمهوری آذربایجان، بحرین، سودان، سودان جنوبی، مالزی، قزاقستان، برونئی، و عمان) برای کاهش تولید به توافق رسید. اوپک پلاس با هدف همراهی دیگر تولیدکنندگان نفت با اوپک، در تنظیم بازار و کنترل قیمت‌ها شکل گرفته‌است.